# Richard Wattis
Richard Cameron Wattis (* 25. Februar 1912 in Staffordshire, Großbritannien; † 1. Februar 1975 in London) war ein englischer Schauspieler.

## Leben und Karriere
Richard Wattis wurde im englischen Staffordshire als älterer von zwei Söhnen in wohlhabende Verhältnisse geboren. Er besuchte die King Edward’s School sowie die Bromsgrove School. Im Anschluss arbeitete er zunächst als Elektroingenieur, ehe er sich der Schauspielerei zuwandte und unter anderem am Londoner West End spielte. Seine erste Filmrolle übernahm er bereits 1938 in der Komödie Der Lausbub aus Amerika, doch ein Einsatz im Zweiten Weltkrieg als Unterleutnant unterbrach seine Schauspielkarriere für einige Jahre. Er arbeitete für den britischen Geheimdienst Special Operations Executive. In den 1950er- und 1960er-Jahren wurde Wattis als Nebendarsteller in vielen britischen Komödien bekannt und galt als einer der meistgeliebten Charakterdarsteller im britischen Film. Bekannt wurde der hagere Schauspieler mit den runden Brillengläsern vor allem für seine witzigen Darstellungen von drögen oder angeberischen Autoritätsfiguren, etwa Beamten.
Seine vielleicht bekannteste Rolle war die des humorlosen Schulbeamten Manton Bassett in der St-Trinian's-Filmreihe. Einen größeren Auftritt hatte Wattis ebenfalls in der Komödie Der Prinz und die Tänzerin (1957) an der Seite von Laurence Olivier und Marilyn Monroe. Gelegentlich spielte Wattis auch in Filmen ernsterer Natur wie dem starbesetzten Kriegsepos Der längste Tag von 1962. Richard Wattis arbeitete bis zu seinem Tod als Schauspieler und hatte zuletzt eine Rolle in der Fernsehserie Sykes. Zwischen 1938 und 1975 hat Richard Wattis in über einhundert Filmen mitgespielt. Der Schauspieler war nie verheiratet und galt als homosexuell. Er starb 1975 im Alter von 62 Jahren an einem Herzinfarkt, als er gerade in seinem Lieblings-Restaurant speiste.

## Filmografie (Auswahl)
- 1938: Der Lausbub aus Amerika (A Yank at Oxford)
- 1949: Adel verpflichtet (Kind Hearts and Coronets)
- 1949: Keine Wahl ohne Qual (The Chiltern Hundreds)
- 1950: Die unbekannte Zeugin (Your Witness)
- 1950: Das doppelte College (The Happiest Days of Your Life)
- 1950: Auf falscher Spur (The Clouded Yellow)
- 1951: Das Glück kam über Nacht (The Lavender Hill Mob)
- 1951: Maxie macht Karriere (Lady Godiva Rides Again)
- 1952: Ernst sein ist alles (The Importance of Being Earnest)
- 1952: Mother Riley Meets the Vampire
- 1952: Die Schmuggler-Prinzessin (Penny Princess)
- 1952: Muß das sein, Fräulein? (Made in Heaven)
- 1952: Treffpunkt Moskau (Top Secret)
- 1953: Innocents in Paris
- 1953: Die blonde Spionin (Park Plaza 605)
- 1954: Herr im Haus bin ich (Hobson’s Choice)
- 1954: Aber, Herr Doktor… (Doctor in the House)
- 1954: Die Schönen von St. Trinians (The Belles of St Trinian’s)
- 1955: Im Schatten der Zitadelle (The Colditz Story)
- 1955: Hahn im Korb (As Long as They’re Happy)
- 1955: I Am a Camera
- 1955: Seine Lordschaft aus Brooklyn (A Yank in Ermine)
- 1955: Ein Alligator namens Daisy (An Alligator Named Daisy)
- 1956: Der Mann, den es nie gab (The Man Who Never Was)
- 1956: Der Mann, der zuviel wusste (The Man Who Knew Too Much)
- 1956: Der eiserne Unterrock (The Iron Petticoat)
- 1956: Der grüne Mann (The Green Man)
- 1956: In 80 Tagen um die Welt (Around the World in 80 Days)
- 1957: Die kleine Hütte (The Little Hut)
- 1957: Der Prinz und die Tänzerin (The Prince and the Showgirl)
- 1957: Yeti, der Schneemensch (The Abominable Snowman)
- 1957: Kameraden der Luft (High Flight)
- 1957: Kapitän Seekrank (Barnacle Bill)
- 1958: Die Herberge zur 6. Glückseligkeit (The Inn of the Sixth Happiness)
- 1959: Vor uns die Hölle (Ten Seconds to Hell)
- 1959: Der Luxus Käpt’n (The Captain’s Table)
- 1959: Die Nacht ist mein Feind (Libel)
- 1960–1961: Geheimauftrag für John Drake (Danger Man, Fernsehserie, 5 Folgen)
- 1961: Die Creme, von der man spricht (Dentist on the Job)
- 1962: Champagner in Paris (Bon Voyage!)
- 1962: Das Geheimnis der grünen Droge (I Thank a Fool)
- 1962: Der längste Tag (The Longest Day)
- 1963: Flieg mit mir ins Glück (Come Fly with Me)
- 1963: Hotel International (The V.I.P.s)
- 1964: Ist ja irre – Agenten auf dem Pulverfaß (Carry On Spying)
- 1965: Geheimaktion Crossbow (Operation Crossbow)
- 1965: Die amourösen Abenteuer der Moll Flanders (The Amorous Adventures of Moll Flanders)
- 1965: Kampf in der Villa Fiorita (The Battle of the Villa Fiorita)
- 1965: Bunny Lake ist verschwunden (Bunny Lake Is Missing)
- 1965: L – Der Lautlose (The Liquidator)
- 1965: Die Morde des Herrn ABC (The Alphabet Murders)
- 1967: Casino Royale
- 1967: Nummer 6 (The Prisoner, Fernsehserie, Folge 1x02)
- 1968: Tschitty Tschitty Bäng Bäng (Chitty Chitty Bang Bang)
- 1968: Mit Schirm, Charme und Melone (The Avengers, Fernsehserie, Folge 7x17)
- 1969: Monte Carlo Rallye (Monte Carlo or Bust)
- 1970: The Ballad of Tam-Lin
- 1970–1973: Aber, aber Vater (Father, Dear Father, Fernsehserie, 3 Folgen)
- 1971–1972: Jackanory (Fernsehserie, 14 Folgen)
- 1972: Ein Begräbnis 1. Klasse (That’s Your Funeral)
- 1972–1974: Sykes (Fernsehserie, 34 Folgen)
- 1973: Die Jagd nach den gestohlenen Diamanten (Diamonds on Wheels, Fernsehfilm)
- 1973: Ein Hamburger für 10 Millionen (Take Me High)
- 1974: Ohne Hemd und ohne Höschen – Der Fensterputzer (Confessions of a Window Cleaner)
- 1976: CBS Children’s Film Festival (Fernsehserie, 1 Folge)